# 첼로 소나타 3번 (베토벤)
《첼로 소나타 3번 가장조 작품번호 69》는 루트비히 판 베토벤의 첼로와 피아노를 위한 소나타이다.

## 개요
베토벤은 첼로 연주에 관하여는 각별한 기술이 없었지만, "뒤포르 형제"(장-루이 뒤포르, 장-피에르 뒤포르) 등 첼로의 거장과의 친분 및 교류가 동기가 되어, 첼로의 신약성서로 불릴 정도로 많은 첼로 연주자들에게 소중한 레퍼토리가 될 작품들을 남겼다.
베토벤은 첼로 소나타에 관하여 다섯 개의 작품(초기의 두 개의 소나타, 작품 번호 5, 중기의 작품 번호 69, 후기의 두 개의 소나타, 작품 번호 102)을 작곡했다. 초기 작품이 집중되어 있는 바이올린 소나타와는 달리 첼로 소나타는 비록 많은 작품은 아니지만, 초기-중기-후기의 각 형식을 대표하는 걸작을 남기고 있다. 베토벤 작품의 실내악 곡 중 이 다섯 곡은 현악 사중주에 버금가는 성공을 거둔 것으로 평가되고 있다. 또한 실내악 작품 전체를 이해하는 데 있어서도 이 다섯 곡은 매우 중요하다고 볼 수 있다.
다섯 개의 첼로 소나타 중 가장 널리 알려진 것은, 3번 가장조, 작품 번호 69이다. 두 개의 피아노 삼중주, 작품 번호 70 세트, 합창 환상곡, 교향곡 5번과 6번과 같은 시기에 작곡된 이 작품은, 베토벤 중기의 "걸작의 숲"을 대표하는 실내악 곡이며, 매우 충실한 내용을 담고 있다. 유품의 스케치를 통해 이 3번은 원래 사장조의 피아노와 바이올린을 위한 대소나타로 구상되어 왔음이 밝혀졌다. 이 작품 이전의 첼로와 피아노를 위한 소나타는 실질적으로 "첼로 반주가 있는 피아노 소나타"였다. 역사적으로 비로소 첼로는 피아노와 대등한 역할을 부여 받았다고 할 수 있다. 첼로의 취급은 이전의 작품 번호 5 세트에 비해, 비약적으로 대담스럽게 첼로 본래의 저음과 칸타빌레의 능력을 살리면서 고음도 적극적으로 이용, 기존의 첼로 작품들보다 첼로가 가진 가능성을 확대 확장한 것으로 되어 있다. 한편 피아노도 옥타브 주법의 중복 등 호쾌하고 자유로운 연주를 하면서도, 첼로의 진행을 방해하지 않는다. 작곡 기법에 있어서도, 첼로와 피아노의 손에 의한 정교한 대위법 적인 처리가 곳곳에 사용되는 등, 이 시기의 베토벤의 작곡 기법의 높이를 나타내고 있다. 다섯 개의 소나타 중 이 작품을 포함해 네 곡이 완서악장이 결여되어 있지만, 이러한 구성은 베토벤의 피아노 소나타와 교향곡 등에서 흔히 찾아볼 수 있다.

## 작곡
이 소나타는 그가 10년 이상 전에 작곡한 두 개의 소나타, 작품 번호 5 세트 이후 처음으로 쓴 것이다. 베토벤은 그의 중기의 생산적 기간에 속하는 1808년에 빈에서 그의 세 번째 첼로 소나타 가장조를 작곡했다. 소나타를 위한 첫 스케치는 1807년 9월부터 1808년 초까지 작성된 그의 스케치장에 교향곡 5번, 바이올린 협주곡과 함께 나타나고 있다. 베토벤의 스케치는 그가 계속해서 악절을 수정하고 그의 첫 번째 자필 원고를 더 변경했음을 보여주며 완성된 작품은 자연스러운 영감의 결과처럼 들린다.
이 작품을 작곡할 당시에 그는 두 개의 피아노 삼중주, 작품 번호 70 세트, 합창 환상곡, 교향곡 5번과 6번과 같은 작품들도 함께 작곡하고 있었다. 사실 이 시기에 베토벤은 점점 더 난청에 직면하고 있었기 때문에, 1808년 12월 22일의 연주회에서 두 개의 교향곡, 합창 환상곡, 기타 성악곡 및 합창곡과 그의 네 번째 피아노 협주곡의 초연과 함께 피아니스트로서의 경력을 끝내야 했다.

## 출판 및 헌정
초판은 1809년에 라이프치히의 브라이코프 운트 헤르텔 사를 통해 간행되었다. 초판에서는 작품 번호가 59로 잘못 인쇄되는 등 많은 오류가 있었다. 베토벤은 짜증이 났지만, 그 오류는 이후의 판에서만 수정될 수 있었다. 같은 해 베토벤 아카이브에서의 베토벤 전집판을 기반으로 하여 1971년에 헨레 출판사에 의해 원전 비평 연구판이 출판되었는데, 이것은 베른하르트 판 데르 린데가 편집했다. 이 판은 아직 진행중인 작업으로 간주되더라도, 초판과 자필 원고, 뿐만 아니라 오류에 관한 베토벤과 그의 첫 출판사의 편지에 의존했다.
헌정은 베토벤의 친구이자 아마추어 첼리스트인 이그나츠 폰 글라이헨슈타인 남작에게 이루어졌다. 그는 작곡가의 재정 문제를 도왔는데, 한해 전에 베토벤의 제자인 오스트리아의 루돌프 대공을 포함한 후원자 그룹으로부터 베토벤을 위한 연금을 마련했다. 작곡가는 그가 협주곡에 특별한 관심을 보였기 때문에 피아노 협주곡 4번을 그에게 헌정할 계획이었지만, 그의 후원자인 오스트리아의 루돌프 대공을 존중해야 한다고 느꼈기 때문에 철회했다. 베토벤은 글라인헨슈타인에게 자신의 후회를 설명하면서 다음과 같이 말했다: "... 당신과 우리의 우정 덕분에 당신에게 주어질 또 다른 작품이 나타납니다."

## 초연
소나타는 1809년 3월 5일에 베토벤의 제자인 피아니스트 도로테아 폰 에르트만 남작 부인과 함께 연주한 첼리스트 니콜라우스 크라프트의 자선 공연에서 초연이 이루어졌다. "기술적 숙달"과 "명확하고 풍부한 음색"으로 알려진 크라프트는 베토벤이 1804년에 출판한 그의 삼중 협주곡과 고급 첼로 기법을 사용하는 베토벤의 첫 작품을 연주한 첼리스트였다. 1816년의 공연에서 이 소나타의 연주는 라주몹스키 사중주의 첼리스트인 요제프 링케와 베토벤의 제자 카를 체르니에 의해 이루어졌다. 피아니스트는 작곡가가 승인한 것으로 간주되는 메트로놈 마킹으로 글을 썼으며 약간의 루바토 연주가 흥미와 표현력을 증가시킬 것이라고 언급했다.

## 반응
이 소나타는 공식적으로 베토벤의 첼로 소나타 중에서 가장 광범위한 것으로 알려져 있지만, 가장 선율적인 소나타이며 처음부터 청중들에게 성공적이었다.
마크 카플란은 이 작품에 관하여 다음과 같은 글을 남겼다ː 
"일반적으로 작품 69에 써 넣은 것은 초기 첼로 소나타보다 더 적다. 더 큰 작곡 기법 덕분에 베토벤은 자신있게 더 적은 음표를 사용할 수 있었다." 
현대의 첼리스트 스티븐 이서릴스는 이 작품에 관하여 다음과 같이 설명했다ː 
"두 악기(바이올린과 피아노)에 동등한 중요성을 부여한 역사상 최초의 첼로 소나타이다."
이 작품은 멘델스존, 브람스, 드뷔스, 쇼스타코비치에 의해 쓰인 작품들을 위한 장르의 모델로 남아 있다.

## 악장 구성
앞의 두 작품이 두 개의 악장으로 구성되어 있는 것과는 달리 이 작품은 세 개의 악장으로 구성되어 있다. 제1악장의 느린 서주로 시작하던 형태가 생략되고, 그의 교향곡 2번에서 처음 시도되었던 스케르초를 제2악장에 사용하고 있다. 1악장과 3악장은 소나타 형식을 채택하였고, 제3악장 앞에 아다지오의 짧은 서주를 삽입했다. 연주 소요 시간은 대략 25분이다.

### 제1악장. 알레그로 마 논 탄토
가장조 · 소나타 형식 · 2/2 박자
첼로가 웅대한 가장조의 제1주제를 연주하고, 피아노도 그에 따르며 곡은 시작된다. 마단조의 제2주제는, 첼로, 피아노의 양손에 의한 조성을 바꿔가며 3성 대위법에 의해 전개된다. 이 부근의 첼로 취급은 작품 번호 5 세트에서보다 크게 진보하고 있으며, 첼로는 더 이상 피아노의 반주가 아닌 독립된 지위가 부여되고 있다. 전개부에 있어서도, 첼로와 피아노가 유기적인 관계를 나타내고 있어, 재현부를 경과하고, 제1주제의 동기를 채용한 코다가 시작된다. 여기에서는, 동기 압축의 수법이 사용되어 곡은 흥을 돋우고 첼로와 피아노가 제1주제를 연주한 후에 첼로의 선율로 곡을 닫는다.

### 제2악장. 스케르초. 알레그로 몰토 - 트리오
가단조 · 복합 세도막 형식 · 3/4 박자
A-B-A-B-A의 복합 세도막 형식으로, 피아노가 상당히 예리하게 이용된 스케르초와 밝은 트리오에 의한다.

### 제3악장. 아다지오 칸타빌레 - 알레그로 비바체
"마장조 → 가장조" · 서주가 있는 소나타 형식 · "2/4 박자 → 2/2 박자"
우아하고 느긋한 아다지오 칸타빌레의 마장조 서주에서부터 시작하여 첼로의 소스테누트 능력이 마음껏 발휘되고 있다. 가장조의 속7화음에서 분위기가 바뀌고, 첼로가 경쾌한 제1주제를 연주한다. 여기에서 가장조의 2/2 박자로 바뀌며 알레그로 비바체, 소나타 형식의 제시부가 되고 피아노도 가해져서 주제는 큰 고조를 보인다. 짧은 전개부와 공식대로 진행하는 재현부를 경과해서 코다에 이른다. 코다에서는 피아노의 매우 화려한 선율이 크게 크레센도 되어 포르티시모로 고조되고, 폭발적인 클라이맥스를 합주로 연주한 후, 첼로와 피아노의 전진을 경과해서 종지 화음으로 당당하게 전곡을 끝낸다.